# 克莱堡
克莱堡（法語：Cleebourg，法語發音：[klebuʁ] ⓘ；南法兰克语：Kleeburg）是法国下莱茵省的一个市镇，属于阿格诺-维桑堡区。

## 地理
克莱堡（49°0'13"N, 7°53'28"E）面积10.59 平方千米，位于法国大東部大區下莱茵省，该省份为法国大陆部分最东部的省份，是阿尔萨斯的一部分，今与上莱茵省组成了阿尔萨斯欧洲集体，其南至上莱茵省，西南接孚日省和默尔特-摩泽尔省，西接摩泽尔省，北与德国接壤。
与克莱堡接壤的市镇（或旧市镇、城区）包括：克林巴克、德拉肯布龙-比尔伦巴克、英戈尔赛姆、奥伯奥芬-莱维桑堡、里耶德塞尔特、罗特、苏尔茨苏福雷、斯坦塞尔特、维桑堡。
克莱堡的时区为UTC+01:00、UTC+02:00（夏令时）。

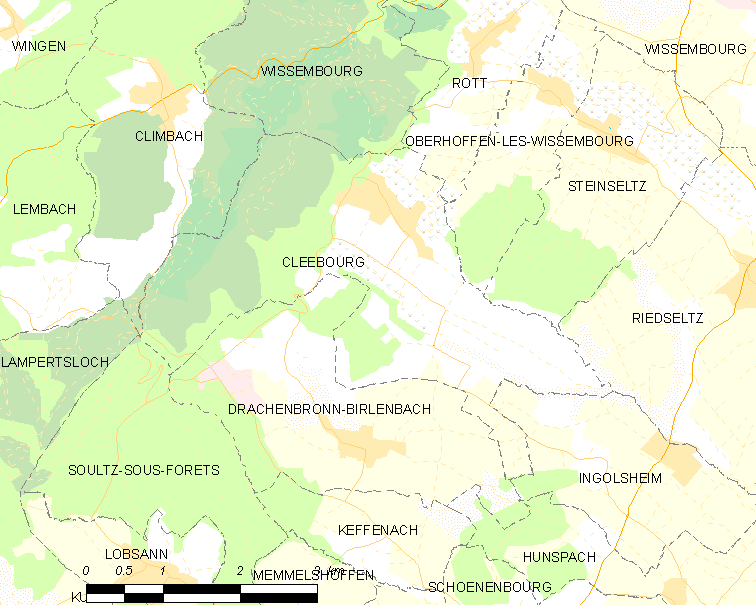
克莱堡的OSM定位图

## 行政
克莱堡的邮政编码为67160，INSEE市镇编码为67074。

## 政治
克莱堡所属的省级选区为维桑堡县。

## 人口

1962-2008年间克莱堡人口变化图示

克莱堡于2022年1月1日时的人口数量为634人。